# Aéroport international d'Athènes Elefthérios-Venizélos
Pour les articles homonymes, voir Venizélos et ATH.
L’aéroport international d'Athènes « Elefthérios Venizélos » (en grec moderne : Διεθνής Αερολιμένας Αθηνών «Ελευθέριος Βενιζέλος» / Diethnís Aeroliménas Athinón «Elefthérios Venizélos», code IATA : ATH • code OACI : LGAV), est l’aéroport de la ville d’Athènes en Grèce.
Baptisé Elefthérios Venizélos en l’honneur de l’ancien homme politique, il est entré en service le 28 mars 2001 afin de remplacer l'ancien aéroport d'Hellinikon. Le premier atterrissage sur cet aéroport était un vol d'Olympic Airways en provenance de Montréal et le deuxième était celui d'Olympic Aviation en provenance de Cythère parti plus tôt de l'ancien aéroport Hellinikon. Le premier départ était un vol de KLM à destination d'Amsterdam. Cet aéroport est situé à Spáta (Attique de l’Est), à l’est d’Athènes. L’aéroport a deux pistes (03R/21L et 03L/21R) et deux terminaux.

## Situation
| \| 50 km1:6 137 000 \| Agrinion Aktion Alexandreia Alexandroúpoli Andravida Áraxos Astypalée Athènes · E. Venizélos Céphalonie La Canée Chios Corfou Héraklion Icarie Ioannina Kalamata Kalymnos Karpathos Kassos Kastellórizo Kastoria Kavala Cythère Kos Kotroni Kozani Larissa Lemnos Leros Milos Mykonos Mytilène Naxos Néa Anchíalos Paros Rhodes Maritsa Samos Santorin Sitía Skiathos Skyros Sparte Syros Tanagra Tatoi Thessalonique Tripoli Tympaki Zante Kastélli |
| 50 km1:6 137 000 |

## Histoire

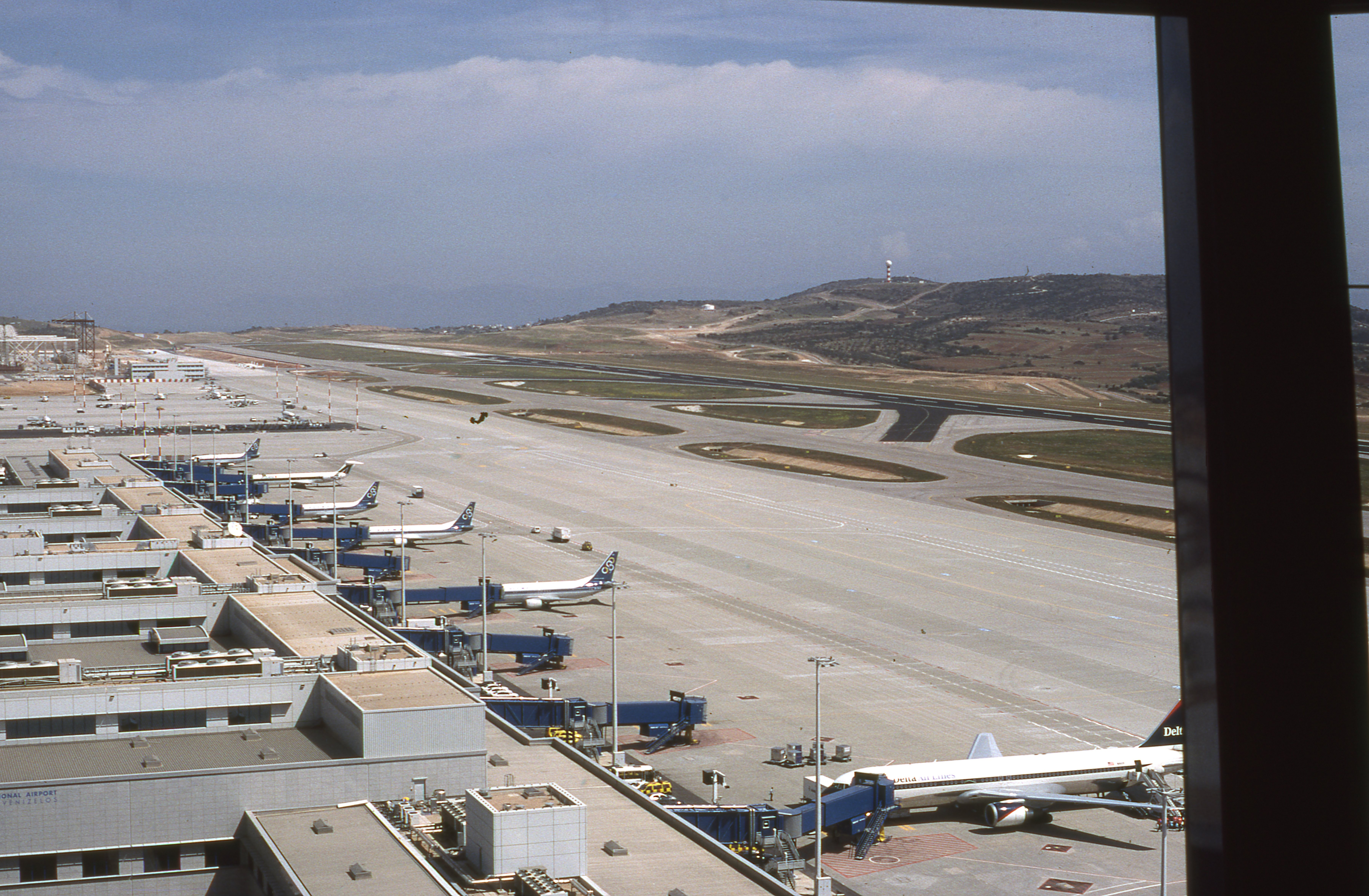
Aéroport d'Athènes en 2001.

Mis en service le 28 mars 2001, l'aéroport entrait dans le cadre de grands travaux d'aménagement prévus pour les Jeux olympiques de 2004,, le site de l'ancien aéroport d'Hellinikon devant alors être reconverti pour accueillir des compétitions des Jeux.
De 2009 à 2013, l'aéroport a connu une grande crise du tourisme liée à la crise mondiale de 2008 et plus particulièrement à la crise grecque.[réf. nécessaire]
Depuis 2014, son activité a retrouvé la croissance, le niveau de fréquentation d'avant la crise ayant été dépassé dès 2015.[réf. nécessaire]

## Statistiques
Le graphique qui aurait dû être présenté ici ne peut pas être affiché car il utilise l'ancienne extension Graph, désactivée pour des questions de sécurité. Des indications pour créer un nouveau graphique avec la nouvelle extension Chart sont disponibles ici.

Voir la requête brute et les sources sur Wikidata.

### Zoom sur l'impact du covid de 2019-2020
Le graphique qui aurait dû être présenté ici ne peut pas être affiché car il utilise l'ancienne extension Graph, désactivée pour des questions de sécurité. Des indications pour créer un nouveau graphique avec la nouvelle extension Chart sont disponibles ici.

Voir la requête brute et les sources sur Wikidata.

## Galerie

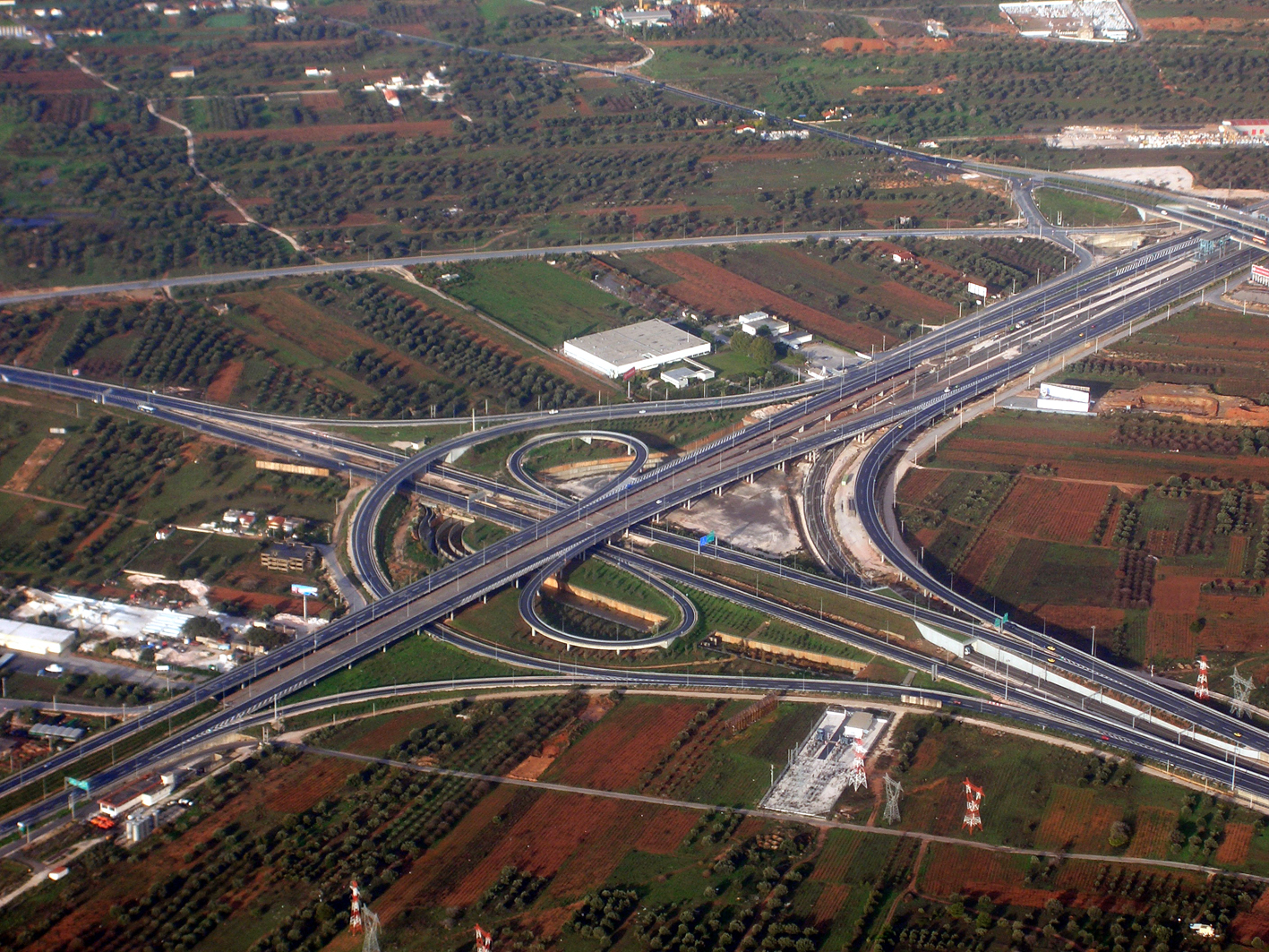
Échangeur avec l'Attikí Odós près de l'aéroport international d'Athènes.
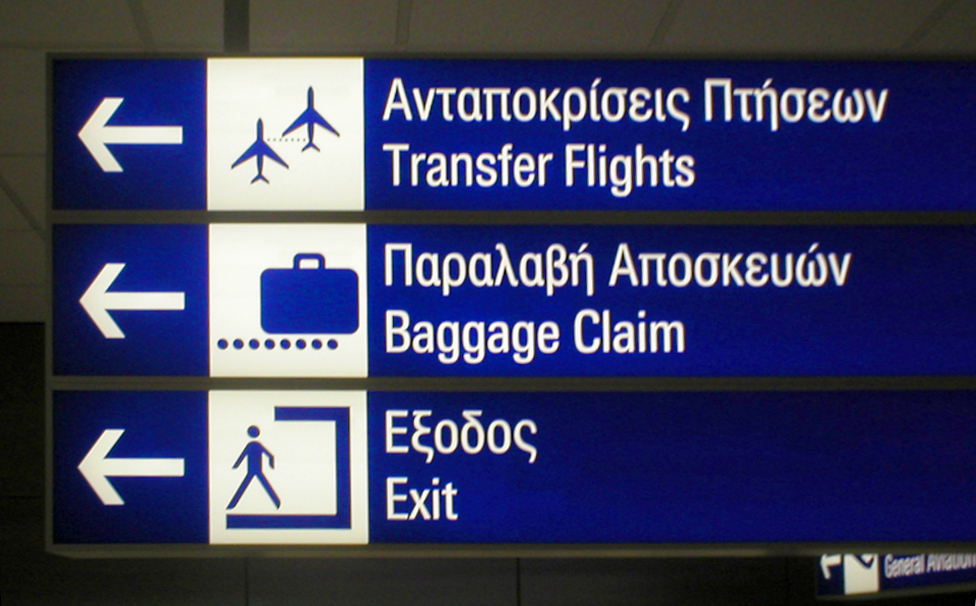
Communication visuelle.
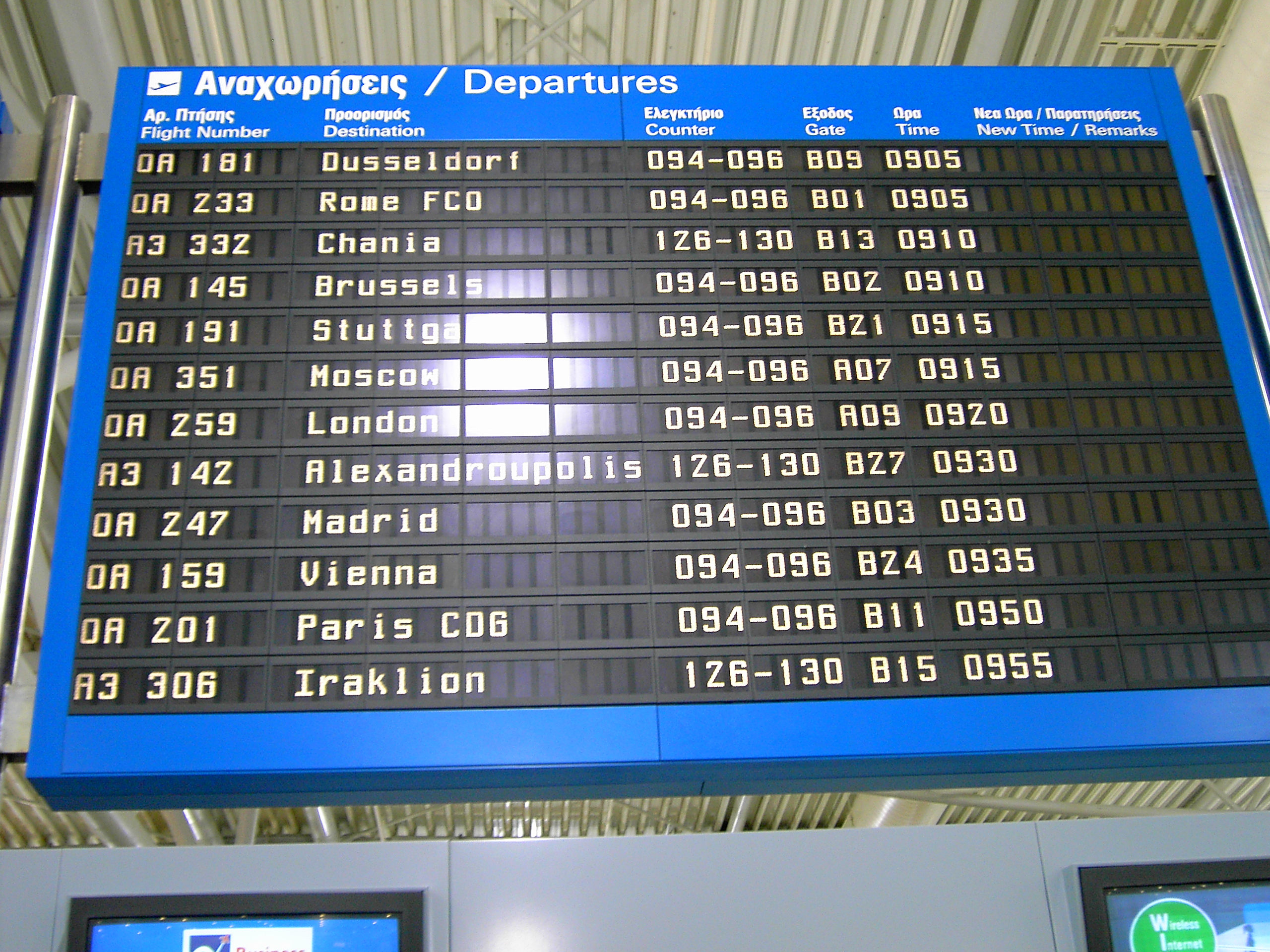
Écran des départs de l’aéroport.
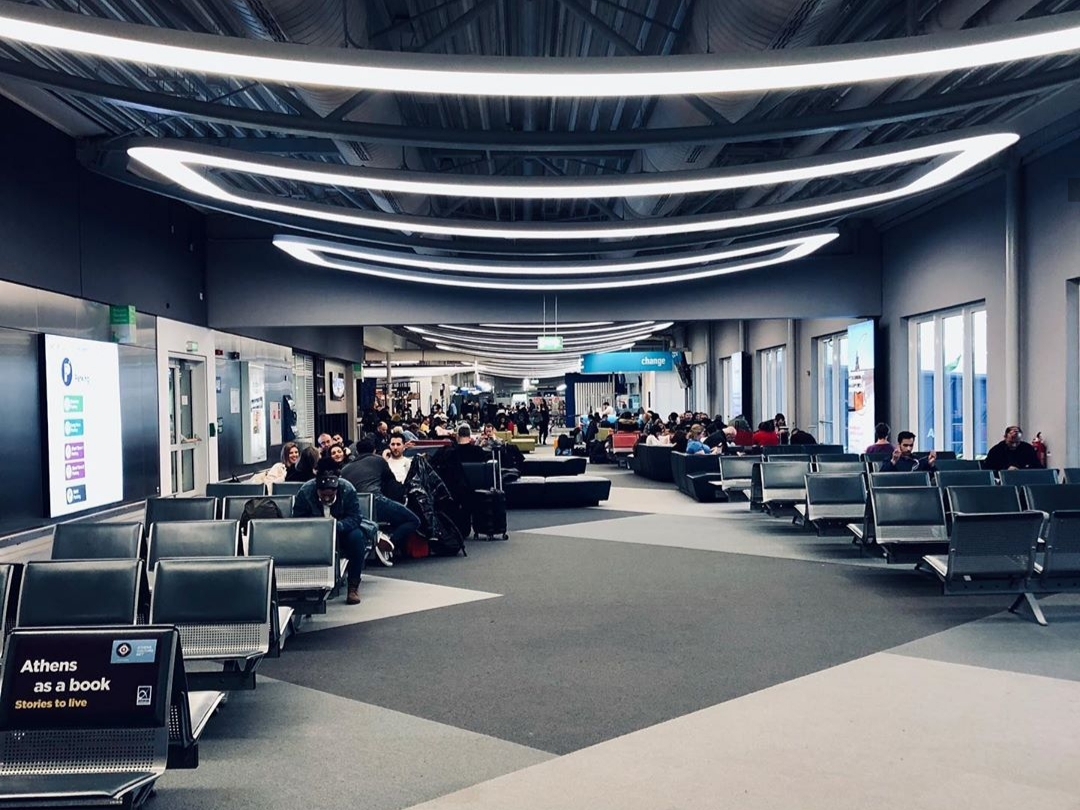
porte d’embarquement de l’aéroport
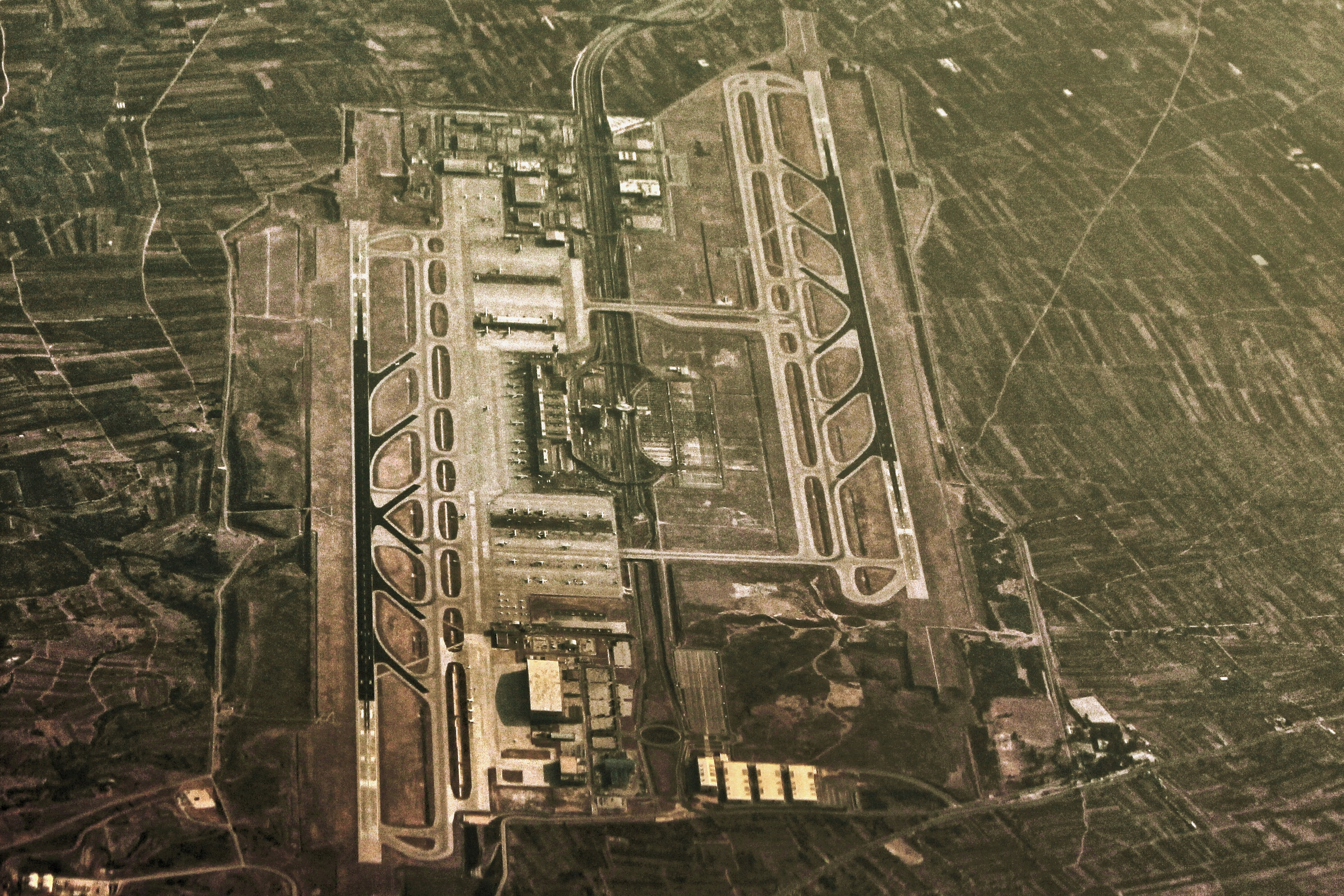
Vue aérienne de l’aéroport
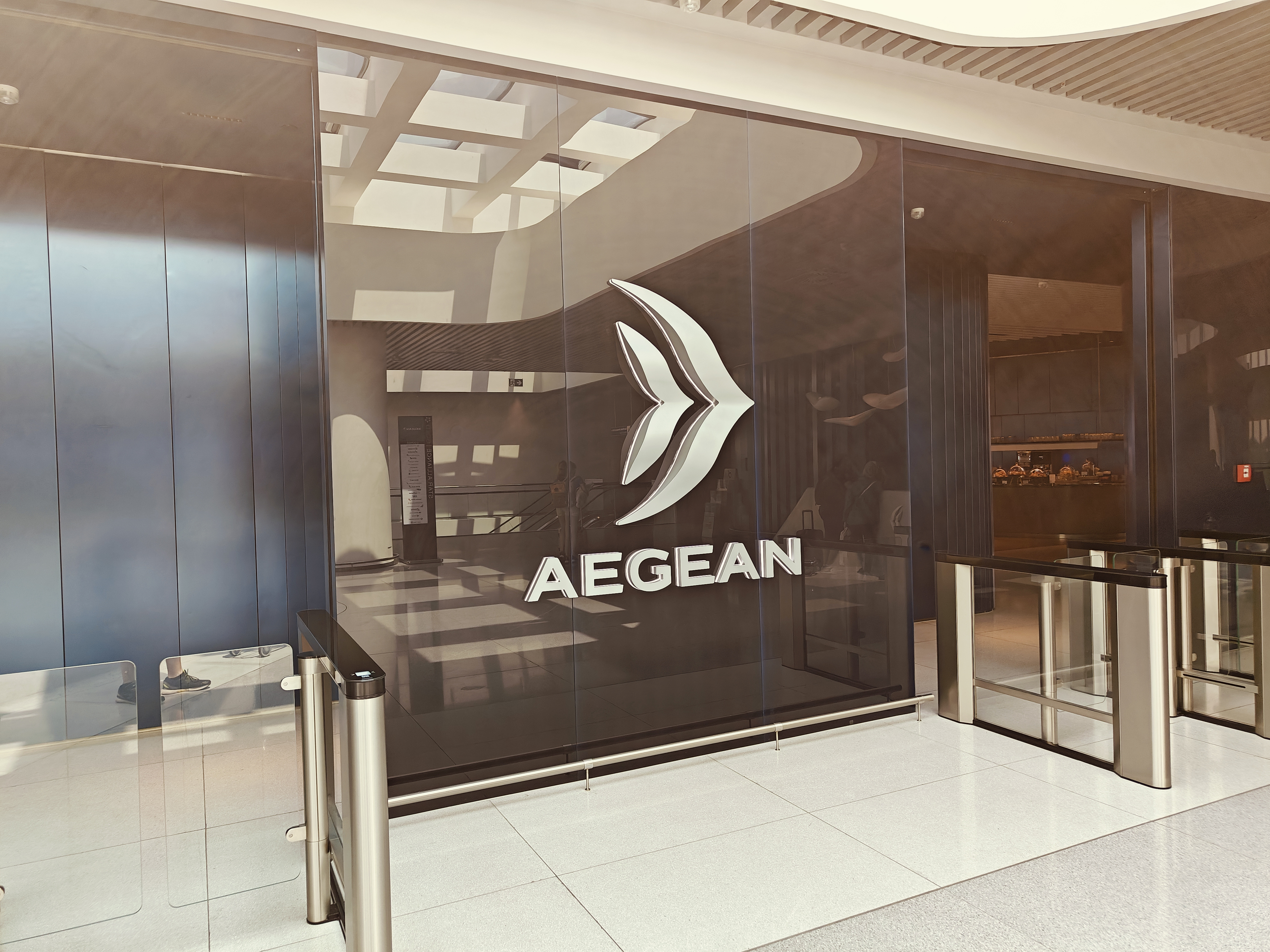
Nouveau lounge d’Aegean Airlines

## Compagnies aériennes et destinations
| Compagnies                    | Destinations |
| ----------------------------- | --- |
| Aegean Airlines               | - Alexandroúpoli-Démocrite, - Amman-Reine-Alia, - Amsterdam, - Bakou-H. Aliyev , - Barcelone-El Prat, - Beyrouth-Rafic Hariri, - Belgrade-Nikola-Tesla, - Berlin-Brandebourg, - Bilbao, - Birmingham , - Bologne-Borgo Panigale, - Borg El Arab, - Bristol , - Bruxelles-National, - Bucarest-H. Coandă, - Budapest-Ferenc Liszt, - Cologne/Bonn-K. Adenauer, - Copenhague-Kastrup, - Corfou-I. Kapodístrias, - Cracovie-Jean-Paul II, - Dammam-roi Fahd , - Dublin, - Düsseldorf, - Édimbourg, - Eindhoven, - Erevan-Zvarnots, - Florence-Peretola, - Francfort, - Genève-Cointrin, - Hambourg-H.-Schmidt, - Helsinki-Vantaa, - Héraklion-N. Kazantzákis, - Ioannina, - Istanbul, - Izmir-A. Menderes, - Djeddah - Roi-Abdelaziz, - Kos, - La Canée I.-Daskaloyánnis, - Larnaca, - Le Caire, - Lisbonne-H. Delgado, - Londres-Heathrow, - Luxembourg-Findel, - Madrid-Barajas, - Malte, - Manchester, - Marrakech-Ménara , - Milan-Malpensa, - Munich-F. J. Strauß, - Mykonos, - Mytilène-O. Elýtis, - Naples-Capodichino, - Nice-Côte d'Azur, - Oslo-Gardermoen, - Paris-Charles de Gaulle, - Podgorica, - Prague-Václav-Havel, - Rhodes-Diagoras, - Riga , - Riyad-roi Khaled, - Rome Léonard-de-Vinci/Fiumicino, - Santorin, - Skopje, - Sofia-Vrajdebna, - Stockholm-Arlanda, - Strasbourg, - Stuttgart, - Tbilissi-C. Roustavéli, - Tel Aviv - Ben Gourion, - Thessalonique-Makedonía, - Tirana-Mère-Teresa, - Tunis-Carthage, - Varsovie-Chopin, - Venise - Marco Polo, - Vienne-Schwechat, - Zagreb-Pleso, - Zurich En saison : - Bâle-Mulhouse, - Bordeaux-Mérignac, - Bratislava-M. R. Štefánik, - Catane-Fontanarossa, - Dubrovnik, - Hanovre, - Ibiza, - Innsbruck-Kranebitten, - Kalamata, - Koweït, - Lille Lesquin, - Ljubljana-Jože Pučnik, - Londres-Gatwick, - Louxor, - Lyon-Saint-Exupéry, - Malaga-Costa del Sol, - Marseille-Provence, - Nantes-Atlantique, - Newcastle , - Nuremberg-A. Dürer, - Olbia-Costa Smeralda, - Palma de Majorque , - Pise-Galileo Galilei, - Porto-F. Sá-Carneiro, - Séville-San Pablo , - Split , - Tallinn, - Toulouse-Blagnac, - Valence |
| Aer Lingus                    | En saison : Dublin |
| airBaltic                     | Riga |
| Air Canada                    | En saison: Montréal (P.-E.-Trudeau), Toronto (Pearson) |
| Air China                     | Pékin-Capitale, Shanghai-Pudong |
| Air Europa                    | En saison : Madrid-Barajas |
| Air France                    | Paris-Charles de Gaulle En saison : Marseille-Provence, Nice-Côte d'Azur, Toulouse-Blagnac |
| Air Mediterranean             | Benghazi-Benina, Damas |
| Air Serbia                    | Belgrade-Nikola-Tesla En saison : Niš Constantin-le-Grand |
| Air Transat                   | En saison : Montréal (P.-E.-Trudeau), Toronto (Pearson) |
| American Airlines             | En saison : Chicago-O'Hare, New York-John F. Kennedy, Philadelphie |
| Arkia                         | Tel Aviv - Ben Gourion |
| Austrian Airlines             | Vienne-Schwechat |
| Bluebird Airways              | - Berlin-Brandebourg, - Budapest-Ferenc Liszt, - Héraklion-N. Kazantzákis, - Prague-Václav-Havel, - Tel Aviv - Ben Gourion, - Vienne-Schwechat |
| British Airways               | Londres-Heathrow |
| Brussels Airlines             | En saison : Bruxelles-National |
| Bulgaria Air                  | Sofia-Vrajdebna |
| Condor                        | En saison : Düsseldorf |
| Croatia Airlines              | En saison : Dubrovnik, Split, Zagreb-Pleso |
| Cyprus Airways                | Larnaca |
| Delta Air Lines               | New York-John F. Kennedy En saison : Atlanta H.-Jackson, Boston Logan |
| easyJet                       | - Bâle-Mulhouse, - Bristol, - Londres-Gatwick, - Manchester, - Milan-Malpensa, - Naples-Capodichino En saison : Édimbourg, Genève-Cointrin, Lisbonne-H. Delgado, Malaga-Costa del Sol, Paris-Orly |
| EgyptAir                      | Le Caire |
| El Al                         | Tel Aviv - Ben Gourion |
| Emirates                      | Dubaï, Newark-Liberty |
| Ethiopian Airlines            | Addis-Abeba Bole |
| Etihad Airways                | Abou Dabi |
| Eurowings                     | Cologne/Bonn-K. Adenauer, Düsseldorf, Prague-Václav-Havel, Stuttgart |
| Gulf Air                      | Manama-Bahreïn, Larnaca |
| Iberia                        | Madrid-Barajas |
| Israir Airlines               | Tel Aviv - Ben Gourion |
| ITA Airways                   | Rome Léonard-de-Vinci/Fiumicino |
| Jet2.com                      | Birmingham, Londres-Stansted , Manchester |
| Juneyao Air                   | Shanghai-Pudong |
| KLM                           | Amsterdam |
| Korean Air                    | En saison charter : Séoul-Incheon |
| Kuwait Airways                | En saison: Koweït |
| Lufthansa                     | Francfort, Munich-F. J. Strauß |
| Marathon Airlines             | Benghazi-Benina |
| Middle East Airlines          | Beyrouth-Rafic Hariri |
| Neos                          | En saison: Tel Aviv - Ben Gourion |
| Norwegian Air Shuttle         | En saison : Copenhague-Kastrup, Helsinki-Vantaa, Oslo-Gardermoen, Stockholm-Arlanda |
| Olympic Air                   | - Chios, - Icarie, - Ioannina, - Karpathos, - Céphalonie, - Cythère, - Kavala-Alexandre le Grand, - Lemnos, - Leros, - Milos, - Naxos, - Paros, - Sámos-Aristarque, - Sitía, - Skiathos-A. Papadiamándis, - Skyros, - Zante D.-Solomós |
| Pegasus Airlines              | Istanbul-S. Gökçen |
| PLAY                          | En saison : Reykjavik-Keflavík |
| Qatar Airways                 | Doha-Hamad |
| Royal Jordanian               | Amman-Reine-Alia |
| Ryanair                       | - Bergame-Orio al Serio, - Bologne-Borgo Panigale, - Budapest-Ferenc Liszt, - Charleroi Bruxelles-Sud, - Dublin, - Katowice-Pyrzowice, - Londres-Stansted, - Malte, - Paphos, - Rome Léonard-de-Vinci/Fiumicino, - Vienne-Schwechat En saison : - Berlin-Brandebourg, - Catane-Fontanarossa, - Cologne/Bonn-K. Adenauer, - Corfou-I. Kapodístrias, - Cracovie-Jean-Paul II, - La Canée I.-Daskaloyánnis, - Londres-Luton, - Santorin, - Tel Aviv - Ben Gourion, - Varsovie-Modlin (Mazovie), - Valladolid, - Wrocław-N. Copernic |
| Saudia                        | En saison: Djeddah - Roi-Abdelaziz, Riyad-roi Khaled |
| Scandinavian Airlines         | Copenhague-Kastrup, Stockholm-Arlanda En saison : Göteborg, Oslo-Gardermoen |
| Scoot                         | Singapour-Changi |
| Sky Express                   | - Alexandroúpoli-Démocrite, - Astypalée, - Bruxelles-National, - Chios, - Corfou-I. Kapodístrias, - Düsseldorf, - Francfort, - Héraklion-N. Kazantzákis, - Icarie, - Kalymnos, - Karpathos, - Kastoria (en), - Céphalonie, - Cythère, - Kos, - Kozani (en), - La Canée I.-Daskaloyánnis, - Larnaca, - Lemnos, - Londres-Gatwick, - Milan-Malpensa, - Milos, - Munich-F. J. Strauß, - Mykonos, - Mytilène-O. Elýtis, - Naxos, - Paris-Charles de Gaulle, - Paros, - Rhodes-Diagoras, - Rome Léonard-de-Vinci/Fiumicino, - Sámos-Aristarque, - Santorin, - Skiathos-A. Papadiamándis, - Sofia-Vrajdebna, - Syros, - Thessalonique-Makedonía, - Varsovie-Chopin, - Zante D.-Solomós |
| SunExpress                    | Izmir-A. Menderes |
| Swiss International Air Lines | Genève-Cointrin, Zurich |
| TAROM                         | Bucarest-H. Coandă |
| Transavia                     | Amsterdam, Eindhoven |
| Transavia France              | Marseille-Provence, Paris-Orly En saison: Lyon-Saint-Exupéry, Montpellier-Méditerranée, Nantes-Atlantique |
| TUI fly Belgium               | En saison : Lille Lesquin |
| Turkish Airlines              | Istanbul |
| Tus Airways                   | Tel Aviv - Ben Gourion |
| United Airlines               | En saison : Newark-Liberty, Washington-Dulles |
| Volotea                       | - Bordeaux-Mérignac - Héraklion-N. Kazantzákis, - Lyon-Saint-Exupéry, - Marseille-Provence, - Nantes-Atlantique, - Santorin, - Venise - Marco Polo En saison: - Bari-Karol Wojtyła, - Bilbao, - Cagliari, - Dubrovnik, - Lille Lesquin, - Mykonos, - Palerme Falcone-Borsellino, - Strasbourg, - Toulouse-Blagnac, - Vérone - Villafranca |
| Vueling                       | Barcelone-El Prat |
| Wizz Air                      | - Abou Dabi, - Bucarest-H. Coandă , - Budapest-Ferenc Liszt, - Katowice-Pyrzowice, - Koutaïssi-David-IV, - Larnaca, - Londres-Gatwick, - Londres-Luton, - Milan-Malpensa, - Tel Aviv - Ben Gourion , - Tirana-Mère-Teresa |

## Pistes
| Piste   | Surface  | Longueur          | Largeur       |
| ------- | -------- | ----------------- | ------------- |
| 03L/21R | Asphalte | 3800 / 12467 ft   | 45 m / 148 ft |
| 03R/21L | Asphalte | 4000 m / 13123 ft | 45 m / 148 ft |

## Accès
- Périphérique (Attikí Odos)
- Train
- Métro d'Athènes, ligne 3 (station Aéroport)

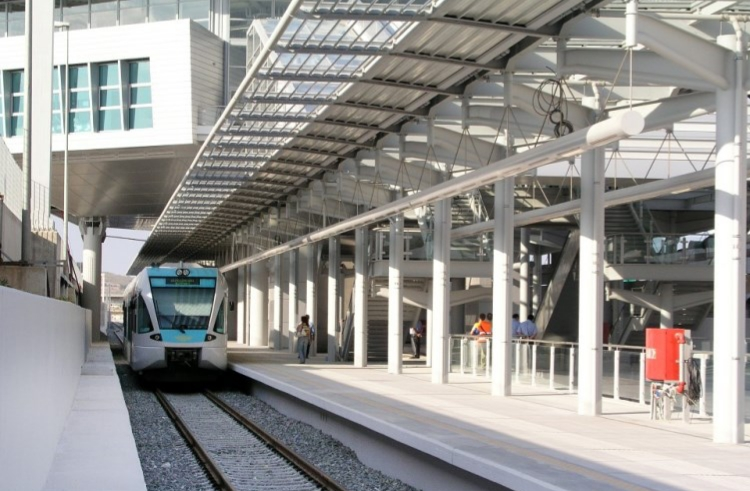
métro desservant l’aéroport d’Athènes

- Bus
- Taxis